# Iris gracilipes
Iris gracilipes là một loài thực vật có hoa trong họ Diên vĩ. Loài này được A.Gray miêu tả khoa học đầu tiên năm 1859.